# Pete Sampras
Pete Sampras (ur. 12 sierpnia 1971 w Waszyngtonie) – amerykański tenisista pochodzenia greckiego, zwycięzca 14 turniejów wielkoszlemowych w grze pojedynczej.
Dominował w tenisie męskim w latach 90.; w 1993 został po raz pierwszy liderem rankingu światowego, a między 1993–1998 kończył rok jako lider rankingu ATP – jest to rekord pod tym względem. Łącznie na 1. miejscu w rankingu ATP spędził 286 tygodni, co było rekordem aż do czasu pobicia go przez Rogera Federera (310 tygodni). Pierwszy turniej wielkoszlemowy wygrał w 1990, pokonując w finale US Open Andre Agassiego; ten sam zawodnik był przeciwnikiem Samprasa w jego ostatnim finale – także na US Open, w 2002. Również ten pojedynek, podobnie jak większość ze spotkań z Agassim (swoim największym rywalem w okresie dominacji), wygrał Sampras. Finał US Open 2002, rozegrany we wrześniu 2002, okazał się ostatnim meczem w karierze zawodniczej Samprasa, który po wielomiesięcznym namyśle (i licznych spekulacjach medialnych) ogłosił zakończenie kariery w dniu inauguracji kolejnej edycji US Open, 25 sierpnia 2003.
Największe sukcesy przyniósł Samprasowi turniej wimbledoński, gdzie Amerykanin zwyciężył 7 razy.  Był niepokonanym w latach 1993–1995 i 1997–2000. Przejął od Beckera przydomek Króla kortu centralnego na Wimbledonie (aktualnie ten przydomek należy do Federera, który turniej Wimbledoński zwyciężał 8-krotnie). Sampras wygrał US Open pięciokrotnie – w 1990, 1993, 1995, 1996 i w 2002 roku. Odnosił sukcesy także w Australian Open, gdzie zwyciężył dwukrotnie – w 1994 i 1997 roku, ponadto trzykrotnie był finalistą US Open (w latach 1992, 2000 i 2001) i raz finalistą Australian Open (rok 1995), natomiast bez powodzenia startował na kortach Rolanda Garrosa; jego wielkim celem było zwycięstwo na paryskiej mączce, czego najbliższy był w 1996, kiedy uległ w półfinale Jewgienijowi Kafielnikowowi (późniejszemu triumfatorowi). Na kortach o nawierzchni ziemnej odnosił sukcesy rzadziej, chociaż wygrał m.in. turniej ATP Masters Series Rzymie (1994).
W latach 1990–2000 regularnie kwalifikował się do turnieju ATP Finals, za każdym razem (oprócz 1990) awansując co najmniej do półfinału. Wygrywał te zawody pięciokrotnie (1991, 1994, 1996, 1997, 1999).
Amerykanin jest również zdobywcą Pucharu Davisa w latach 1992 i 1995. W edycji z 1995 zdobył w finale przeciwko Rosji wszystkie punkty dla drużyny Stanów Zjednoczonych. W 1997 roku został finalistą tej imprezy.

## Kariera tenisowa
Pete Sampras urodził się w rodzinie potomków greckich emigrantów w Potomac w stanie Maryland, dzieciństwo spędził jednak głównie w Kalifornii, w Palos Verdes. W wieku 3 lat po raz pierwszy wziął do ręki rakietę tenisową i zaczął regularnie ćwiczyć grę w tenisa. Jego idolem od najmłodszych lat był Rod Laver. Talent młodego Samprasa został szybko dostrzeżony przez znajomego jego rodziców, pediatrę i wielkiego fana tenisa Petera Fischera, który był jego pierwszym trenerem do 1989 roku. Sampras początkowo grał defensywnie z tyłu kortu, a jego najlepszym uderzeniem był oburęczny backhand. Pod wpływem Fischera zmienił styl na ofensywny, a oburęczny backhand na jednoręczny, żeby w przyszłości mieć większe szanse na triumf na trawiastych kortach Wimbledonu.

### Pierwsze lata w ATP. Zwycięstwo na US Open (1988–1990)
Sampras został profesjonalnym tenisistą w 1988 roku, w wieku 16 lat. Szybko wszedł do pierwszej setki rankingu ATP. W roku następnym nieznacznie poprawił swój ranking, nadal jednak nie był w stanie przejść 2 rundy w żadnym turnieju wielkoszlemowym poza US Open (w 2 rundzie tego turnieju Sampras wyeliminował mistrza z 1988 roku Matsa Wilandera), nie odniósł też większych sukcesów w turniejach niższej rangi. Sezon 1989 Sampras zakończył na 81. miejscu w rankingu ATP.
Przełom dla 19 letniego wówczas Samprasa nastąpił w roku 1990, kiedy to osiągnął najpierw ćwierćfinał turnieju w Sydney, a potem 4 rundę Australian Open (przegrał w czterech setach z Yannickiem Noahem). W lutym wygrał swój pierwszy turniej w profesjonalnej karierze, na dywanie w Filadelfii, pokonując m.in. Andre Agassiego, Tima Mayotte, a w finale Andrésa Gómeza. Dzięki temu zwycięstwu po raz pierwszy w karierze wszedł do pierwszej dwudziestki najlepszych tenisistów świata. Nie wystąpił na turnieju Rolanda Garrosa, wygrał jednak drugi tytuł w sezonie na trawie w Manchesterze, pokonując w finale Gilada Bluma. Na Wimbledonie przegrał w 1 rundzie z Christem Van Rensburgiem. Podczas turnieju Rogers Cup pokonał kilku znanych zawodników, m.in. wyeliminował w ćwierćfinale Johna McEnroe, w półfinale przegrał z Michaelem Changiem. Do półfinału doszedł również na turnieju w Los Angeles, gdzie przegrał z nr 2. światowego rankingu Stefanem Edbergiem. Nikt nie stawiał młodego Samprasa w gronie faworytów do zwycięstwa na US Open. Amerykanin zaskoczył wszystkich, kiedy pokonał w 4 rundzie Thomasa Mustera, a w ćwierćfinale w pięciu setach zmierzającego do dziewiątego z rzędu finału US Open Ivana Lendla. W półfinale wyeliminował w czterech setach Johna McEnroe. W finale zmierzył się z Andre Agassim i pokonał go w trzech setach, zostając najmłodszym w historii zwycięzcą tego turnieju.
Na koniec sezonu Sampras wystąpił w pierwszej edycji prestiżowego turnieju o Puchar Wielkiego Szlema, pokonując w finale w trzech setach późniejszego trenera Andre Agassiego, Brada Gilberta. Zakończył ten rok na 5. miejscu listy ATP.

### Lata 1991–1992
Pete Sampras wygrał w 1991 4 turnieje, w tym po raz pierwszy triumfował podczas Tennis Masters Cup, kiedy to pokonał w czterech setach Jima Couriera. Nie odniósł jednak większych sukcesów na turniejach wielkiego szlema. Na Wimbledonie odpadł 2 rundzie, na US Open przegrał w ćwierćfinale z Jimem Courierem. Po tej porażce Sampras pozwolił sobie na uwagę, że właściwie cieszy się z tej przegranej, gdyż nie radził sobie z oczekiwaniami mediów i kibiców. Jego oświadczenie spotkało się z falą krytyki jako wyraz postawy niegodnej sportowca.
W 1992 roku Sampras w końcu zaczął odnosić większe sukcesy w rozgrywkach wielkoszlemowych od czasu triumfu na US Open w 1990 roku. Nie zagrał w Australian Open, ale na paryskiej mączce podczas turnieju French Open doszedł po raz pierwszy do ćwierćfinału (przegrał w trzech setach z Agassim). Na Wimbledonie doszedł do półfinału (eliminując w ćwierćfinale obrońcę tytułu Michaela Sticha), gdzie przegrał w czterech setach z Goranem Ivaniševiciem. Doszedł do finału US Open, gdzie przegrał z obrońcą tytułu Stefanem Edbergiem w czterech setach 6:3, 4:6, 6:7(5), 2:6. Sampras przyznał później, że ta porażka była dla niego szczególnie bolesna. Obudziła w nim ducha rywalizacji oraz skłoniła do wzmożonego wysiłku w walce o pierwsze miejsce w rankingu ATP.
Latem 1992 roku Sampras zagrał na igrzyskach olimpijskich w Barcelonie dochodząc do 3 rundy turnieju singlowego i 2 rundy rozgrywek gry podwójnej, wspólnie z Jimem Courierem.

### Pierwsze lata dominacji. Sezony 1993–1994
Zdeterminowany do walki o pierwsze miejsce w rankingu Sampras zaczął sezon 1993 od awansu do półfinału w Melbourne, w którym uległ Stefanowi Edbergowi. Dzięki zwycięstwu w prestiżowym turnieju w Miami, w Tokio oraz Hongkongu po raz pierwszy w kwietniu 1993 roku został liderem rankingu ATP. Na turnieju Rolanda Garrosa powtórzył wynik z ubiegłego roku (przegrał z późniejszym triumfatorem Sergim Bruguerą w czterech setach). Wygrał jednak miesiąc później swój drugi tytuł wielkoszlemowy w karierze, pokonując w finale Wimbledonu Jima Couriera 7:6(3), 7:6(6), 3:6, 6:3, a następnie dwa miesiące później swój drugi tytuł US Open, wygrywając w trzech setach z Cédrikiem Pioline 6:4, 6:4, 6:3. Mimo iż na ostatnim w sezonie turnieju mistrzów rozgrywanym we Frankfurcie nad Menem przegrał w finale z Michaelem Stichem, z 8 tytułami na koncie zakończył sezon jako lider rankingu ATP.
W 1994 Sampras wygrał 10 turniejów i ponownie pewnie zakończył sezon na pierwszym miejscu listy ATP. Triumfował po raz pierwszy na turnieju Australian Open, w finale pokonując Todda Martina 7:6(4), 6:4, 6:4. Wygrał 3 turnieje rangi ATP Masters Series w Indian Wells, Miami oraz w Rzymie (największy sukces Samprasa na mączce), obronił również tytuł wywalczony rok wcześniej na Wimbledonie (wygrana w finale z Goranem Ivaniševiciem 7:6(2), 7:6(5), 6:0). Na US Open wystąpił zmagając się z kontuzją stopy i przegrał w 4 rundzie w pięciu setach z Jaime Yzagą. Sezon zakończył wygrywając po raz drugi w karierze turniej Tennis Masters Cup, pokonując tym razem Borisa Beckera 4:6, 6:3, 7:5, 6:4.

### Na szczycie listy ATP. Lata 1995–1998
Sampras nie obronił w sezonie 1995 tytułu w Melbourne. Podczas tego turnieju stoczył jeden z najbardziej pamiętnych meczów w karierze w ćwierćfinale z Jimem Courierem, kiedy w piątym secie przeżył załamanie emocjonalne i ze łzami w oczach kończył mecz. Okazało się, że u jego trenera oraz bliskiego przyjaciela Tima Gulliksona wykryto złośliwy nowotwór mózgu. Emocjonalnie zdruzgotany Sampras przegrał w finale z Andre Agassim 6:4, 1:6, 6:7(6), 4:6, z którym w całym sezonie 1995 Sampras miał toczyć bardzo wyrównaną rywalizację o miejsce lidera rozgrywek ATP na koniec sezonu. Sampras wygrał z Agassim w finale turnieju w Indian Wells, ale przegrał w finale w Miami. Na Wimbledonie Sampras triumfował po raz trzeci z rzędu, pokonując w półfinale po pięciosetowej rywalizacji Gorana Ivaniševicia, a w finale Borisa Beckera 6:7(5), 6:2, 6:4, 6:2. Podczas serii turniejów rozgrywanych na twardych kortach Ameryki Północnej Agassi ponownie pokonał Samprasa, tym razem w finale turnieju w Montrealu. Sampras zrewanżował się Agassiemu za tę przegraną na US Open, gdzie pokonał swojego rywala 6:4, 6:3, 4:6, 7:5. Po śmierci Gulliksona trenerem Samprasa został były tenisista Paul Annacone, który przestawił grę Amerykanina na styl jeszcze bardziej ofensywny.
W sezonie 1996 Sampras wygrał 8 turniejów, w tym 1 o randzie wielkiego szlema. W Australii przegrał w 3 rundzie z Markiem Philippoussisem. Na turnieju w Paryżu Sampras doszedł do półfinału, eliminując po drodze kolejno dwóch byłych mistrzów French Open, Sergi'ego Bruguerę i Jima Couriera, po pięciosetowych meczach. W półfinale uległ późniejszemu triumfatorowi Jewgienijowi Kafielnikowowi. Na turnieju wimbledońskim Sampras przegrał w ćwierćfinale w trzech setach z Richardem Krajickiem. Na turnieju US Open Sampras w ćwierćfinałowym meczu z Àlexem Corretją w tie-breaku piątego słaniał się na korcie i dostał torsji, ale ostatecznie wygrał. W finale pokonał Michaela Changa 6:1, 6:4, 7:6(3). Na kończącym sezon turnieju mistrzów rozgrywanym na nawierzchni dywanowej w Hanowerze Sampras stoczył jeden z najbardziej pamiętnych pojedynków w karierze, pokonując w finale Borisa Beckera wynikiem 3:6, 7:6(5), 7:6(4), 6:7(11), 6:4. Po raz czwarty z rzędu zakończył sezon jako lider rozgrywek ATP.
Sezon 1997 był jednym z najlepszych w karierze Samprasa, który zakończył go jako nr 1. na świecie z 8 tytułami na koncie. Ponownie wygrał Australian Open, pokonując w finale Carlosa Moyę. Odzyskał tytuł na Wimbledonie (w finale pokonał Cédrica Pioline), wygrał 2 turnieje rangi ATP Masters Masters w Cincinnati oraz Paryżu. Jako jedyny w historii gracz wygrał zarówno Puchar Wielkiego Szlema, jak i Tennis Masters Cup w jednym sezonie, pokonując w finałach kolejno Patricka Raftera oraz Jewgienija Kafielnikowa. Na turnieju US Open odpadł w 4 rundzie w pięciu setach z Petrem Kordą.
Podczas sezonu 1998 Amerykanin zdołał wygrać 4 turnieje w roku. Sampras słabsze wyniki osiągał w turniejach wielkoszlemowych. Na Australian Open przegrał w ćwierćfinale z Karolem Kučerą, na French Open odpadł w 2 rundzie z Ramónem Delgado. Tytuł na Wimbledonie Sampras obronił po wyrównanym pięciosetowym meczu z Goranem Ivaniševiciem, który wygrał ostatecznie wynikiem 6:7(2), 7:6(9), 6:4, 3:6, 6:2. Na US Open przegrał w półfinale w pięciu setach z Patrickiem Rafterem mimo prowadzenia 2:1 w setach. Udało mu się jednak po raz szósty z rzędu zakończyć sezon na pierwszym miejscu listy ATP.

### Utrata pierwszego miejsca. Lata 1999–2000
Sampras w 1999 nie grał całą pierwszą część sezonu z powodu kontuzji. Do gry powrócił tuż przed Wimbledonem, kiedy wygrał 24 mecze z rzędu, zdobywając kolejno tytuły w Queen’s, na Wimbledonie, w Los Angeles i w Cincinnati. W finale Wimbledonu okazał się lepszym od Andre Agassiego 6:3, 6:4, 7:5. Agassiego pokonał również w finale Los Angeles oraz półfinale Cincinnati i przystępował do US Open jako faworyt. Tuż przed US Open doznał jednak kontuzji pleców na treningu i musiał zrezygnować z udziału w turnieju. Oznaczało to, że po raz pierwszy od sześciu lat Sampras nie zakończy roku na fotelu lidera rozgrywek. Zdołał jednak wygrać po raz piąty tytuł Tennis Masters Cup w Hanowerze, pokonując w finale Agassiego 6:1, 7:5, 6:4.
W 2000 roku Sampras doszedł do półfinału Australian Open, gdzie przegrał w pięciu setach z Agassim. W dalszej części sezonu osiągnął jednak znaczące sukcesy. Wygrał po raz trzeci prestiżowy turniej w Key Biscayne (pokonał w finale Gustavo Kuertena). Po raz siódmy w karierze zwyciężył na Wimbledonie, mimo iż od 2 rundy tego turnieju grał z bolesną kontuzją goleni. W finale pokonał Patricka Raftera 6:7(10), 7:6(5), 6:4, 6:2, potwierdzając swoją dominację na trawnikach Wimbledonu. Był to także trzynasty tytuł wielkoszlemowy w karierze Samprasa, który został wówczas rekordzistą wśród mężczyzn jeśli chodzi o liczbę zwycięstw w turniejach wielkiego szlema. Na US Open dotarł do finału, gdzie przegrał z Maratem Safinem 4:6, 3:6, 3:6. W turnieju Tennis Masters Cup Amerykanin przegrał w półfinale z Kuertenem.

### Zmierzch kariery i ostatni tytuł wielkoszlemowy
Sampras od czasu zwycięstwa na Wimbledonie nie wygrał przez następne 24 miesiące żadnego turnieju. Na Wimbledonie był obrońcą tytułu, ale przegrał w pięciu setach z Rogerem Federerem w 4 rundzie. Na US Open doszedł ponownie do finału, gdzie nie sprostał Lleytonowi Hewittowi. W 2002 roku Sampras przegrał w finale turnieju w Houston z Andym Roddickiem, natomiast na Wimbledonie został wyeliminowany w 2 rundzie przez będącego wówczas na 145. miejscu w rankingu Georga Bastla. Podczas US Open Amerykanin pokonał młodszych zawodników (m.in. Grega Rusedskiego, Tommy’ego Haasa i Andy’ego Roddicka) i doszedł do finału, gdzie po raz kolejny zmierzył się z Andre Agassim. Sampras wygrał ostatni mecz na tym turnieju, pokonując Agassiego 6:3, 6:4, 5:7, 6:4 i zdobywając tym samym czternasty tytuł wielkiego szlema w karierze. Był, jak się to później okazało, również ostatni mecz w karierze Samprasa, który nie grał przez cały następny rok, ale decyzję o przejściu na sportową emeryturę oficjalnie ogłosił dopiero na US Open w 2003 roku. Tuż po zakończeniu kariery przez amerykańskiego tenisistę zaczęto wymieniać go w gronie największych mistrzów tej dyscypliny.
W 2007 Pete Sampras został wpisany na listę Międzynarodowej Tenisowej Galerii Sławy (International Tennis Hall Of Fame).

### Puchar Davisa
W latach 1991–2002 reprezentował Stany Zjednoczone w Pucharze Davisa.
Sampras dwukrotnie zdobył wraz z reprezentacją trofeum, w 1992 i w 1995 roku. W meczu finałowym przeciwko Szwajcarii w 1992 został wystawiony do gry podwójnej i zdobył punkt w parze z Johnem McEnroe, pokonując Marca Rosseta i Jakoba Hlaska w pięciu setach. Ponownie przyczynił się do sukcesu USA w Pucharze Davisa w 1995. W finale z Rosją pokonał w Moskwie Andrieja Czesnokowa w pięciu setach oraz Jewgienija Kafielnikowa w trzech setach na swojej najmniej lubianej nawierzchni (mączce).
W 1991 i 1997 osiągnął z reprezentacją finały. W edycji z roku 1991 przeciwko Francji przegrał swoje pojedynki singlowe z Henrim Leconte i Guyem Forgetem, natomiast w 1997 roku w rywalizacji ze Szwecją doznał kontuzji lewej nogi w meczu z Magnusem Larssonem przez co wycofał się z dalszej gry.

### Styl gry
Sampras był graczem wszechstronnym, który często stosował taktykę serw i wolej. Kiedy jego trenerem był Gullikson, Sampras grał ofensywnie głównie z głębi kortu, starając się zakończyć wymianę przy siatce po uprzednim wypracowaniu taktycznej przewagi. Kiedy jego trenerem został Paul Annacone, Sampras zaczął grać ofensywniej, atakując jeszcze częściej przy siatce. Dzięki temu do późnego jak na sportowca wieku był w stanie skutecznie rywalizować ze znacznie młodszymi i bardziej wytrzymałymi kondycyjnie rywalami.
Sampras dysponował znakomitym pierwszym i drugim podaniem (z tego względu nazywano go często żartobliwie „Pistol Pete”). Dzięki swojemu serwisowi Sampras był w stanie wygrywać ważne punkty w decydujących momentach meczu oraz niekiedy odwracać losy wydawałoby się już przegranego spotkania. Jego drugie podanie jest uważane za najlepsze w historii tenisa, często udawało mu się dzięki niemu zdobyć punkt bezpośrednio bądź wymusić słaby i łatwy do zaatakowania return. Sampras serwował silnie, ale jego podanie było trudne do odbioru przede wszystkim ze względu na doskonałe plasowanie (był w stanie zaserwować w dowolny punkt na korcie) oraz umiejętne maskowanie tego, gdzie zamierza serwować.
Sampras posiadał również skuteczny forehand. Najbardziej spektakularnym uderzeniem w jego repertuarze był zwłaszcza forehand wykonywany w biegu, przez wielu uważany za najlepsze uderzenie tego typu w historii dyscypliny. Było to uderzenie bardzo silne i płaskie, zazwyczaj dawało mu punkt bądź natychmiastową przewagę w wymianie. Sampras był zawodnikiem bardzo szybkim, często prowokował przeciwnika do zagrania w pusty kort na stronę forehandową, gdyż niemal zawsze był w stanie dobiec do piłki i zagrać uderzenie wygrywające.
Sampras grał bardzo pewnie przy siatce, jego woleje technicznie były wykonywane efektownie i zarazem bardzo skuteczne. Sampras słynął z widowiskowych smeczów wykonywanych z wyskoku, co sprawiało, że niemal niemożliwością było przelobowanie go.
Jedynym zagraniem w arsenale Samprasa, które mogło uchodzić za jego słabość, był klasyczny jednoręczny backhand. Sampras potrafił efektownie mijać z backhandu przeciwników atakujących siatkę, w regularnej wymianie jednak częściej popełniał z tej strony błąd lub też zagrywał łatwiejszą do zaatakowania piłkę na środek kortu. Żeby zneutralizować swoją słabość Sampras często uciekał się do uderzenia z odwróconego forehandu bądź uderzał piłkę slajsem i szedł do siatki, żeby skrócić wymianę.
Styl gry Samprasa był szczególnie skuteczny na szybkich nawierzchniach: na trawie, na dywanie oraz na betonie, gdyż jego serwis, skuteczne woleje, agresywny i atletyczny styl gry oraz niezawodny forehand dawały mu na nich znaczną przewagę. Nigdy nie udało mu się wygrać turnieju rangi wielkiego szlema na mączce (French Open), gdyż ceglana mączka umożliwiała jego przeciwnikom częstsze niż na innych nawierzchniach skuteczne mijanie go przy siatce. Inną przyczyną słabości Samprasa na mączce mógł być jego uderzany bardzo płasko forehand (na mączce bardziej opłaca się zagrywać piłkę z większą rotacją) oraz stosunkowo rzadkie uciekanie się drop-szota.
Sampras słynął z koncentracji na korcie oraz niezłomności i woli walki, zwłaszcza w meczach toczonych do trzech wygranych setów. Do historii tenisa przeszły jego słynne mecze z Andre Agassim, Jimem Courierem, Goranem Ivaniševiciem, Patrickiem Rafterem czy Borisem Beckerem. Dotychczas jest ostatnim wybitnym przedstawicielem pokolenia tych tenisistów, którzy często stosowali klasyczny styl serw i wolej.

### Finały w turniejach ATP World Tour
| Legenda                                      |
| -------------------------------------------- |
| Wielki Szlem                                 |
| Igrzyska olimpijskie                         |
| Tennis Masters Cup / ATP Finals              |
| ATP Masters Series / ATP Tour Masters 1000   |
| ATP International Series Gold / ATP Tour 500 |
| ATP International Series / ATP Tour 250      |

#### Gra pojedyncza (64–24)
| Końcowy wynik | Nr  | Data                 | Turniej                    | Nawierzchnia    | Przeciwnik            | Wynik finału                      |
| ------------- | --- | -------------------- | -------------------------- | --------------- | --------------------- | --------------------------------- |
| Zwycięzca     | 1.  | 25 lutego 1990       | Filadelfia                 | Dywanowa (hala) | Andrés Gómez          | 7:6, 7:5, 6:2                     |
| Zwycięzca     | 2.  | 24 czerwca 1990      | Manchester                 | Trawiasta       | Gilad Blum            | 7:6, 7:6                          |
| Zwycięzca     | 3.  | 9 września 1990      | US Open, Nowy Jork         | Twarda          | Andre Agassi          | 6:4, 6:3, 6:2                     |
| Zwycięzca     | 4.  | 23 grudnia 1990      | Monachium                  | Dywanowa (hala) | Brad Gilbert          | 6:3, 6:4, 6:2                     |
| Finalista     | 1.  | 17 lutego 1991       | Filadelfia                 | Dywanowa (hala) | Ivan Lendl            | 7:5, 4:6, 4:6, 6:3, 3:6           |
| Finalista     | 2.  | 23 czerwca 1991      | Manchester                 | Trawiasta       | Goran Ivanišević      | 4:6, 4:6                          |
| Zwycięzca     | 5.  | 4 sierpnia 1991      | Los Angeles                | Twarda          | Brad Gilbert          | 6:2, 6:7(5), 6:3                  |
| Finalista     | 3.  | 11 sierpnia 1991     | Cincinnati                 | Twarda          | Guy Forget            | 6:2, 6:7(4), 4:6                  |
| Zwycięzca     | 6.  | 18 sierpnia 1991     | Indianapolis               | Twarda          | Boris Becker          | 7:6(2), 3:6, 6:3                  |
| Zwycięzca     | 7.  | 20 października 1991 | Lyon                       | Dywanowa (hala) | Olivier Delaître      | 6:1, 6:1                          |
| Finalista     | 4.  | 3 listopada 1991     | Paryż                      | Twarda (hala)   | Guy Forget            | 6:7(9), 6:4, 7:5, 4:6, 4:6        |
| Zwycięzca     | 8.  | 17 listopada 1991    | Frankfurt                  | Dywanowa (hala) | Jim Courier           | 3:6, 7:6(5), 6:3, 6:4             |
| Zwycięzca     | 9.  | 23 lutego 1992       | Filadelfia                 | Dywanowa (hala) | Amos Mansdorf         | 6:1, 7:6(4), 2:6, 7:6(2)          |
| Finalista     | 5.  | 3 maja 1992          | Atlanta                    | Ceglana         | Andre Agassi          | 5:7, 4:6                          |
| Zwycięzca     | 10. | 26 lipca 1992        | Kitzbühel                  | Ceglana         | Alberto Mancini       | 6:3, 7:5, 6:3                     |
| Zwycięzca     | 11. | 16 sierpnia 1992     | Cincinnati                 | Twarda          | Ivan Lendl            | 6:3, 3:6, 6:3                     |
| Zwycięzca     | 12. | 23 sierpnia 1992     | Indianapolis               | Twarda          | Jim Courier           | 6:4, 6:4                          |
| Finalista     | 6.  | 13 września 1992     | US Open, Nowy Jork         | Twarda          | Stefan Edberg         | 6:3, 4:6, 6:7(5), 2:6             |
| Zwycięzca     | 13. | 25 października 1992 | Lyon                       | Dywanowa (hala) | Cédric Pioline        | 6:4, 6:2                          |
| Zwycięzca     | 14. | 17 stycznia 1993     | Sydney                     | Twarda          | Thomas Muster         | 7:6(7), 6:1                       |
| Zwycięzca     | 15. | 21 marca 1993        | Miami                      | Twarda          | MaliVai Washington    | 6:3, 6:2                          |
| Zwycięzca     | 16. | 11 kwietnia 1993     | Tokio                      | Twarda          | Brad Gilbert          | 6:2, 6:2, 6:2                     |
| Zwycięzca     | 17. | 18 kwietnia 1993     | Hongkong                   | Twarda          | Jim Courier           | 6:3, 6:7(1), 7:6(2)               |
| Zwycięzca     | 18. | 4 lipca 1993         | Wimbledon, Londyn          | Trawiasta       | Jim Courier           | 7:6(3), 7:6(6), 3:6, 6:3          |
| Zwycięzca     | 19. | 12 września 1993     | US Open, Nowy Jork         | Twarda          | Cédric Pioline        | 6:4, 6:4, 6:3                     |
| Zwycięzca     | 20. | 24 października 1993 | Lyon                       | Dywanowa (hala) | Cédric Pioline        | 7:6(5), 1:6, 7:5                  |
| Zwycięzca     | 21. | 14 listopada 1993    | Antwerpia                  | Dywanowa (hala) | Magnus Gustafsson     | 6:1, 6:4                          |
| Finalista     | 7.  | 21 listopada 1993    | Frankfurt                  | Dywanowa (hala) | Michael Stich         | 6:7(3), 6:2, 6:7(7), 2:6          |
| Zwycięzca     | 22. | 16 stycznia 1994     | Sydney                     | Twarda          | Ivan Lendl            | 7:6(5), 6:4                       |
| Zwycięzca     | 23. | 30 stycznia 1994     | Australian Open, Melbourne | Twarda          | Todd Martin           | 7:6(4), 6:4, 6:4                  |
| Zwycięzca     | 24. | 6 marca 1994         | Indian Wells               | Twarda          | Petr Korda            | 4:6, 6:3, 3:6, 6:3, 6:2           |
| Zwycięzca     | 25. | 20 marca 1994        | Miami                      | Twarda          | Andre Agassi          | 5:7, 6:3, 6:3                     |
| Zwycięzca     | 26. | 3 kwietnia 1994      | Osaka                      | Twarda          | Lionel Roux           | 6:2, 6:2                          |
| Zwycięzca     | 27. | 10 kwietnia 1994     | Tokio                      | Twarda          | Michael Chang         | 6:4, 6:2                          |
| Zwycięzca     | 28. | 15 maja 1994         | Rzym                       | Ceglana         | Boris Becker          | 6:1, 6:2, 6:2                     |
| Finalista     | 8.  | 12 czerwca 1994      | Londyn                     | Trawiasta       | Todd Martin           | 6:7(4), 6:7(4)                    |
| Zwycięzca     | 29. | 3 lipca 1994         | Wimbledon, Londyn          | Trawiasta       | Goran Ivanišević      | 7:6(2), 7:6(5), 6:0               |
| Zwycięzca     | 30. | 13 listopada 1994    | Antwerpia                  | Dywanowa (hala) | Magnus Larsson        | 7:6(5), 6:4                       |
| Zwycięzca     | 31. | 20 listopada 1994    | Frankfurt                  | Dywanowa (hala) | Boris Becker          | 4:6, 6:3, 7:5, 6:4                |
| Finalista     | 9.  | 11 grudnia 1994      | Monachium                  | Dywanowa (hala) | Magnus Larsson        | 6:7, 6:4, 6:7, 4:6                |
| Finalista     | 10. | 29 stycznia 1995     | Australian Open, Melbourne | Twarda          | Andre Agassi          | 6:4, 1:6, 6:7(6), 4:6             |
| Zwycięzca     | 32. | 12 marca 1995        | Indian Wells               | Twarda          | Andre Agassi          | 7:5, 6:3, 7:5                     |
| Finalista     | 11. | 26 marca 1995        | Miami                      | Twarda          | Andre Agassi          | 6:3, 2:6, 6:7(3)                  |
| Zwycięzca     | 33. | 18 czerwca 1995      | Londyn                     | Trawiasta       | Guy Forget            | 7:6(3), 7:6(6)                    |
| Zwycięzca     | 34. | 9 lipca 1995         | Wimbledon, Londyn          | Trawiasta       | Boris Becker          | 6:7(5), 6:2, 6:4, 6:2             |
| Finalista     | 12. | 30 lipca 1995        | Montreal                   | Twarda          | Andre Agassi          | 6:3, 2:6, 3:6                     |
| Zwycięzca     | 35. | 10 września 1995     | US Open, Nowy Jork         | Twarda          | Andre Agassi          | 6:4, 6:3, 4:6, 7:5                |
| Finalista     | 13. | 22 października 1995 | Lyon                       | Dywanowa (hala) | Wayne Ferreira        | 6:7(2), 7:5, 3:6                  |
| Zwycięzca     | 36. | 5 listopada 1995     | Paryż                      | Twarda (hala)   | Boris Becker          | 7:6(5), 6:4, 6:4                  |
| Zwycięzca     | 37. | 18 lutego 1996       | San Jose                   | Twarda (hala)   | Andre Agassi          | 6:2, 6:3                          |
| Zwycięzca     | 38. | 25 lutego 1996       | Memphis                    | Twarda (hala)   | Todd Martin           | 6:4, 7:6(2)                       |
| Zwycięzca     | 39. | 14 kwietnia 1996     | Hongkong                   | Twarda          | Michael Chang         | 6:4, 3:6, 6:4                     |
| Zwycięzca     | 40. | 21 kwietnia 1996     | Tokio                      | Twarda          | Richey Reneberg       | 6:4, 7:5                          |
| Zwycięzca     | 41. | 18 sierpnia 1996     | Indianapolis               | Twarda          | Goran Ivanišević      | 7:6(3), 7:5                       |
| Zwycięzca     | 42. | 8 września 1996      | US Open, Nowy Jork         | Twarda          | Michael Chang         | 6:1, 6:4, 7:6(3)                  |
| Zwycięzca     | 43. | 29 września 1996     | Bazylea                    | Twarda (hala)   | Hendrik Dreekmann     | 7:5, 6:2, 6:0                     |
| Finalista     | 14. | 27 października 1996 | Stuttgart                  | Dywanowa (hala) | Boris Becker          | 6:3, 3:6, 6:3, 3:6, 4:6           |
| Zwycięzca     | 44. | 24 listopada 1996    | Hanower                    | Dywanowa (hala) | Boris Becker          | 3:6, 7:6(5), 7:6(4), 6:7(11), 6:4 |
| Zwycięzca     | 45. | 26 stycznia 1997     | Australian Open, Melbourne | Twarda          | Carlos Moyá           | 6:2, 6:3, 6:3                     |
| Zwycięzca     | 46. | 16 lutego 1997       | San Jose                   | Twarda (hala)   | Greg Rusedski         | 3:6, 5:0 krecz                    |
| Zwycięzca     | 47. | 2 marca 1997         | Filadelfia                 | Twarda (hala)   | Patrick Rafter        | 5:7, 7:6(4), 6:3                  |
| Zwycięzca     | 48. | 6 lipca 1997         | Wimbledon, Londyn          | Trawiasta       | Cédric Pioline        | 6:4, 6:2, 6:4                     |
| Zwycięzca     | 49. | 10 sierpnia 1997     | Cincinnati                 | Twarda          | Thomas Muster         | 6:3, 6:4                          |
| Zwycięzca     | 50. | 5 października 1997  | Monachium                  | Dywanowa (hala) | Patrick Rafter        | 6:2, 6:4, 7:5                     |
| Zwycięzca     | 51. | 2 listopada 1997     | Paryż                      | Twarda (hala)   | Jonas Björkman        | 6:3, 4:6, 6:3, 6:1                |
| Zwycięzca     | 52. | 16 listopada 1997    | Hanower                    | Twarda (hala)   | Jewgienij Kafielnikow | 6:3, 6:2, 6:2                     |
| Finalista     | 15. | 15 lutego 1998       | San Jose                   | Twarda (hala)   | Andre Agassi          | 2:6, 4:6                          |
| Zwycięzca     | 53. | 1 marca 1998         | Filadelfia                 | Twarda (hala)   | Thomas Enqvist        | 7:5, 7:6(3)                       |
| Zwycięzca     | 54. | 3 maja 1998          | Atlanta                    | Ceglana         | Jason Stoltenberg     | 6:7(2), 6:3, 7:6(4)               |
| Zwycięzca     | 55. | 5 lipca 1998         | Wimbledon, Londyn          | Trawiasta       | Goran Ivanišević      | 6:7(2), 7:6(9), 6:4, 3:6, 6:2     |
| Finalista     | 16. | 16 sierpnia 1998     | Cincinnati                 | Twarda          | Patrick Rafter        | 6:1, 6:7(2), 4:6                  |
| Zwycięzca     | 56. | 18 października 1998 | Wiedeń                     | Dywanowa (hala) | Karol Kučera          | 6:3, 7:6(3), 6:1                  |
| Finalista     | 17. | 8 listopada 1998     | Paryż                      | Twarda (hala)   | Greg Rusedski         | 4:6, 6:7(4), 3:6                  |
| Zwycięzca     | 57. | 13 czerwca 1999      | Londyn                     | Trawiasta       | Tim Henman            | 6:7(1), 6:4, 7:6(4)               |
| Zwycięzca     | 58. | 4 lipca 1999         | Wimbledon, Londyn          | Trawiasta       | Andre Agassi          | 6:3, 6:4, 7:5                     |
| Zwycięzca     | 59. | 1 sierpnia 1999      | Los Angeles                | Twarda          | Andre Agassi          | 7:6(3), 7:6(1)                    |
| Zwycięzca     | 60. | 15 sierpnia 1999     | Cincinnati                 | Twarda          | Patrick Rafter        | 7:6(7), 6:3                       |
| Zwycięzca     | 61. | 28 listopada 1999    | Hanower                    | Twarda (hala)   | Andre Agassi          | 6:1, 7:5, 6:4                     |
| Zwycięzca     | 62. | 2 kwietnia 2000      | Miami                      | Twarda          | Gustavo Kuerten       | 6:1, 6:7(2), 7:6(5), 7:6(8)       |
| Finalista     | 18. | 18 czerwca 2000      | Londyn                     | Trawiasta       | Lleyton Hewitt        | 4:6, 4:6                          |
| Zwycięzca     | 63. | 9 lipca 2000         | Wimbledon, Londyn          | Trawiasta       | Patrick Rafter        | 6:7(10), 7:6(5), 6:4, 6:2         |
| Finalista     | 19. | 10 września 2000     | US Open, Nowy Jork         | Twarda          | Marat Safin           | 4:6, 3:6, 3:6                     |
| Finalista     | 20. | 18 marca 2001        | Indian Wells               | Twarda          | Andre Agassi          | 6:7(5), 5:7, 1:6                  |
| Finalista     | 21. | 29 lipca 2001        | Los Angeles                | Twarda          | Andre Agassi          | 4:6, 2:6                          |
| Finalista     | 22. | 26 sierpnia 2001     | Long Island                | Twarda          | Tommy Haas            | 3:6, 6:3, 2:6                     |
| Finalista     | 23. | 9 września 2001      | US Open, Nowy Jork         | Twarda          | Lleyton Hewitt        | 6:7(4), 1:6, 1:6                  |
| Finalista     | 24. | 28 kwietnia 2002     | Houston                    | Ceglana         | Andy Roddick          | 6:7(9), 3:6                       |
| Zwycięzca     | 64. | 8 września 2002      | US Open, Nowy Jork         | Twarda          | Andre Agassi          | 6:3, 6:4, 5:7, 6:4                |

#### Gra podwójna (2–2)
| Końcowy wynik | Nr | Data            | Turniej      | Nawierzchnia | Partner         | Przeciwnicy                    | Wynik finału  |
| ------------- | -- | --------------- | ------------ | ------------ | --------------- | ------------------------------ | ------------- |
| Finalista     | 1. | 7 maja 1989     | Forest Hills | Ceglana      | Jim Courier     | Rick Leach Jim Pugh            | 4:6, 2:6      |
| Zwycięzca     | 1. | 21 maja 1989    | Rzym         | Ceglana      | Jim Courier     | Danilo Marcelino Mauro Menezes | 6:4, 6:3      |
| Finalista     | 2. | 7 kwietnia 1991 | Orlando      | Twarda       | Nicolás Pereira | Luke Jensen Scott Melville     | 7:6, 6:7, 3:6 |
| Zwycięzca     | 2. | 18 czerwca 1995 | Londyn       | Trawiasta    | Todd Martin     | Jan Apell Jonas Björkman       | 7:6, 6:4      |

### Osiągnięcia w turniejach Wielkiego Szlema i ATP World Tour Masters 1000 (gra pojedyncza)
| Turniej                     | 1988         | 1989         | 1990         | 1991         | 1992         | 1993         | 1994         | 1995         | 1996         | 1997         | 1998         | 1999         | 2000         | 2001         | 2002         | Wygrane turnieje | Bilans w turnieju |
| Wielki Szlem                | Wielki Szlem | Wielki Szlem | Wielki Szlem | Wielki Szlem | Wielki Szlem | Wielki Szlem | Wielki Szlem | Wielki Szlem | Wielki Szlem | Wielki Szlem | Wielki Szlem | Wielki Szlem | Wielki Szlem | Wielki Szlem | Wielki Szlem | Wielki Szlem     | Wielki Szlem      |
| --------------------------- | ------------ | ------------ | ------------ | ------------ | ------------ | ------------ | ------------ | ------------ | ------------ | ------------ | ------------ | ------------ | ------------ | ------------ | ------------ | ---------------- | ----------------- |
| Australian Open             | –            | 1R           | 4R           | –            | –            | SF           | W            | F            | 3R           | W            | QF           | –            | SF           | 4R           | 4R           | 2 / 11           | 45–9              |
| French Open                 | –            | 2R           | –            | 2R           | QF           | QF           | QF           | 1R           | SF           | 3R           | 2R           | 2R           | 1R           | 2R           | 1R           | 0 / 13           | 24–13             |
| Wimbledon                   | –            | 1R           | 1R           | 2R           | SF           | W            | W            | W            | QF           | W            | W            | W            | W            | 4R           | 2R           | 7 / 14           | 63–7              |
| US Open                     | 1R           | 4R           | W            | QF           | F            | W            | 4R           | W            | W            | 4R           | SF           | –            | F            | F            | W            | 5 / 14           | 71–9              |
| Wygrane turnieje            | 0 / 1        | 0 / 4        | 1 / 3        | 0 / 3        | 0 / 3        | 2 / 4        | 2 / 4        | 2 / 4        | 1 / 4        | 2 / 4        | 1 / 4        | 1 / 2        | 1 / 4        | 0 / 4        | 1 / 4        | 14 / 52          | N/A               |
| Bilans spotkań              | 0–1          | 4–4          | 10–2         | 6–3          | 15–3         | 23–2         | 21–2         | 20–2         | 18–3         | 19–2         | 17–3         | 8–1          | 18–3         | 13–4         | 11–3         | N/A              | 203–38            |
| ATP World Tour Finals       |              |              |              |              |              |              |              |              |              |              |              |              |              |              |              |                  |                   |
| ATP World Tour Finals       | –            | –            | RR           | W            | SF           | F            | W            | SF           | W            | W            | SF           | W            | SF           | –            | –            | 5 / 11           | 35–14             |
| ATP World Tour Masters 1000 |              |              |              |              |              |              |              |              |              |              |              |              |              |              |              |                  |                   |
| Indian Wells                | 3R           | 3R           | 2R           | –            | 3R           | 3R           | W            | W            | QF           | 2R           | 3R           | 2R           | QF           | F            | SF           | 2 / 14           | 31–12             |
| Miami                       | –            | 1R           | QF           | 2R           | QF           | W            | W            | F            | SF           | SF           | 3R           | QF           | W            | 3R           | 3R           | 3 / 14           | 42–10             |
| Monte Carlo                 | –            | –            | –            | –            | 2R           | –            | –            | 2R           | –            | 2R           | 3R           | –            | –            | –            | –            | 0 / 4            | 1–4               |
| Rzym                        | –            | 2R           | –            | 2R           | QF           | SF           | W            | 1R           | –            | 1R           | 3R           | 2R           | –            | 1R           | 1R           | 1 / 11           | 18–10             |
| Hamburg                     | –            | –            | –            | 3R           | –            | –            | –            | SF           | –            | –            | –            | –            | 2R           | 1R           | 1R           | 0 / 5            | 5–5               |
| Montreal/Toronto            | –            | –            | SF           | 2R           | –            | 3R           | –            | F            | –            | –            | QF           | –            | QF           | –            | 3R           | 0 / 7            | 15–7              |
| Cincinnati                  | 1R           | 3R           | 3R           | F            | W            | SF           | –            | QF           | QF           | W            | F            | W            | 3R           | 2R           | 2R           | 3 / 14           | 38–11             |
| Madryt                      | –            | 1R           | SF           | QF           | SF           | 2R           | SF           | SF           | F            | 3R           | SF           | –            | –            | QF           | –            | 0 / 11           | 24–11             |
| Paryż                       | –            | –            | 3R           | F            | 2R           | QF           | QF           | W            | 2R           | W            | F            | 3R           | –            | –            | –            | 2 / 10           | 24–7              |
| Ranking na koniec sezonu    |              |              |              |              |              |              |              |              |              |              |              |              |              |              |              |                  |                   |
|                             | 97           | 81           | 5            | 6            | 3            | 1            | 1            | 1            | 1            | 1            | 1            | 3            | 3            | 10           | 13           | N/A              | N/A               |

Legenda
     W, wygrał turniej
     F, przegrał w finale
     SF, przegrał w półfinale
     QF, przegrał w ćwierćfinale
     4R, 3R, 2R, 1R przegrał w IV, III, II, I rundzie
     RR, odpadł w fazie grupowej
     –, nie startował w turnieju głównym